# Puningalaid
Puningalaid est une île d'Estonie.

## Géographie
Elle appartient au village de Turja (en). 